# Nkhata Bay (stad)
Nkhata Bay is een de hoofdstad van het district Nkhata Bay gelegen in de regio Northern van Malawi. De plaats ligt aan de oevers van het Malawimeer. De stad is een van de voor toeristisch meer ontwikkelde delen van Malawi.